# 久留米第一自動車学校
有限会社久留米第一自動車学校（くるめだいいちじどうしゃがっこう）は、福岡県久留米市に本社を置く指定自動車教習所を運営する企業。

## 概要
旧筑水中学校跡地に設置され、敷地内には校門が残っている。
2018年より、福岡県久留米市に本社を構える安全タクシーグループ（代表：中川恵司。安全タクシー有限会社ほかタクシー会社7社、バス会社1社）に経営権譲渡。同グループの一員として営業を続けている。
安全タクシーグループは地方のタクシー会社では珍しく、様々な新しい取り組みを実施している（福岡県筑後エリアで初めての車内タブレット広告の導入など）。
有限会社久留米第一自動車学校も同グループに入り、公式Instagramを開設するなど、積極的なPR活動に取り組んでいる。

## 取得免許
- 普通自動車（第一種・第二種）
- 大型自動二輪車
- 普通自動二輪車

## 所在地
- 福岡県久留米市山本町豊田1358-1

## 交通
- 西鉄バス「津遊川」バス停より徒歩5分。